# Noah Jänen
Noah Maurice Jänen (* 14. Februar 2004 in Osnabrück) ist ein deutscher Basketballspieler.

## Werdegang
Jänen wuchs in Vechta auf und schloss sich 2014 dem Nachwuchs des SC Rasta Vechta an. Er wurde später in die vom SC Rasta gemeinsam mit den Artland Dragons betriebenen Jugendleistungsmannschaften für die Jugend-Basketball-Bundesliga und die Nachwuchs-Basketball-Bundesliga aufgenommen. Im Vorfeld des Spieljahres 2022/23 erhielt er in Vechta einen Platz im Aufgebot für die 2. Bundesliga ProA. Seinen Einstand in Deutschlands zweithöchster Spielklasse gab Jänen unter Vechtas Trainer Ty Harrelson am ersten Spieltag der Saison 2022/23. Da er in der Saison 2022/23 Einsätze in Vechtas erster und zweiter Herrenmannschaft verbuchte, war er an zwei Aufstiegen (in die Bundesliga und in die 2. Bundesliga ProA) beteiligt.

### Nationalmannschaft
Jänen wurde 2022 in die deutsche U18-Nationalmannschaft berufen.